# Alice Sharpe
Alice Louise Sharpe (3 maggio 1994) è una pistard e ciclista su strada irlandese che corre per il team DAS-Hutchinson. Su pista ha vinto la medaglia di bronzo nell'inseguimento a squadre agli Europei 2021 e partecipato ai Giochi olimpici di Parigi 2024, mentre su strada ha vinto due titoli nazionali in linea, nel 2019 e 2022.

## Palmarès

### Pista
- 2021

1ª prova Coppa delle Nazioni, Inseguimento a squadre (San Pietroburgo, con Mia Griffin, Lara Gillespie e Kelly Murphy)
- 2023

Grand Prix Prešov, Americana (con Lara Gillespie)

### Strada
- 2019 (WCC Centre, una vittoria)

Campionati irlandesi, Prova in linea Elite
- 2022 (IBCT, una vittoria)

Campionati irlandesi, Prova in linea Elite

## Piazzamenti

### Competizioni mondiali
- Campionati del mondo su pista

Pruszków 2019 - Inseguimento a squadre: 10ª
Berlino 2020 - Inseguimento a squadre: 8ª
Berlino 2020 - Corsa a punti: 21ª
Roubaix 2021 - Inseguimento a squadre: 5ª
Roubaix 2021 - Americana: 17ª
St. Quentin-en-Yv. 2022 - Inseguimento a squadre: 9ª
St. Quentin-en-Yv. 2022 - Corsa a eliminazione: 11ª
St. Quentin-en-Yv. 2022 - Americana: 13ª
Glasgow 2023 - Inseguimento a squadre: 9ª
Glasgow 2023 - Americana: 12ª
- Campionati del mondo su strada

Innsbruck 2018 - In linea Elite: ritirata
Yorkshire 2019 - In linea Elite: ritirata
Glasgow 2023 - In linea Elite: ritirata
- Giochi olimpici

Parigi 2024 - Inseguimento a squadre: 9ª
Parigi 2024 - Americana: 11ª

### Competizioni continentali
- Campionati europei su pista

Glasgow 2018 - Inseguimento a squadre: 10ª
Apeldoorn 2019 - Inseguimento a squadre: 9ª
Apeldoorn 2019 - Corsa a punti: 13ª
Grenchen 2021 - Inseguimento a squadre: 3ª
Grenchen 2021 - Corsa a punti: 15ª
Grenchen 2021 - Americana: 13ª
Monaco di Baviera 2022 - Inseg. a squadre: 6ª
Monaco di Baviera 2022 - Corsa a eliminazione: 11ª
Grenchen 2023 - Scratch: 12ª
Grenchen 2023 - Inseguimento a squadre: 5ª
Grenchen 2023 - Americana: 12ª
Apeldoorn 2024 - Inseguimento a squadre: 4ª
Apeldoorn 2024 - Americana: 6ª
- Campionati europei su strada

Glasgow 2018 - In linea Elite: 36ª
Alkmaar 2019 - In linea Elite: 37ª
Monaco di Baviera 2022 - In linea Elite: 29ª
Drenthe 2023 - In linea Elite: 53ª
- Giochi europei

Minsk 2019 - In linea: 25ª